# Ватанабэ, Тамаэ
Тамаэ Ватанабэ (яп. 渡辺 玉枝; род. 21 ноября 1938, Яманаси) — японская альпинистка. 19 мая 2012 года она стала старейшей женщиной, когда-либо восходившей на Эверест, покорив вершину в возрасте 73 лет.

## Биография
Родилась 21 ноября 1938 года в префектуре Яманаси, Япония.
Окончила Университет Цуру, после чего стала работать государственным служащим в префектуре Канагава, а в возрасте 28 лет увлеклась альпинизмом. В 1977 году она покорила высочайшую гору Северной Америки — Мак-Кинли, после чего поднималась на Монблан, Килиманджаро и Аконкагуа.
В мае 2002 года она стала старейшей женщиной, покорившей Эверест. Десять лет спустя, 19 мая 2012 года, она побила собственный рекорд, поднявшись на вершину в возрасте 73 лет и 180 дней.